# Joc de lansare
Un joc de lansare sau titlu de lansare este un joc video lansat odată cu apariția unei console, fiind singurele jocuri disponibile la lansarea acesteia. Multe dintre acestea vin la pachet cu consola. Pentru că pe pe baza acestora gamerii își formeaza o primă impresie în ceea ce privește capabilitățile tehnice ale consolei, ele sunt importante pentru industria jocurilor video. Multe dintre acestea au devenit hituri, consolele fiind cumpărate și pentru a rula aceste jocuri. 

## Calitate versus cantitate
Numărul de jocuri lansate s-a dovedit de-a lungul timpului un factor important în obținerea succesului de către o platforma de jocuri. Cu cât sunt mai multe jocuri la lansare, cu atat sunt mai mari șansele ca jucătorii să găsească ceva ce îi interesează. Totuși, se acordă o importanță sporită și calității jocurilor: jocurile de o calitate slabă nu se vor vinde pe termen lung ca cele considerate bune. 
Înainte de lansarea unei console, dezvoltatorii și distribuitorii au de luat o decizie. Fie lansează un număr mare de jocuri, fie lansează puține dar cu un buget mare sau chiar un singur joc de lansare. Deși este preferată lansarea mai multor titluri, acest lucru nu se dovedește a fi practic. Pentru a echilibra lucrurile, fiecare dezvoltator vine cu unul sau două jocuri de lansare.

## Titluri de lansare
Aceasta este o listă a celor mai populare jocuri de lansare.
- Bally Astrocade (1977) — Gun Fight
- Atari 2600 (1977) - Air-Sea Battle, Indy 500, Star Ship și Street Racer
- ColecoVision (1982) — Donkey Kong și Zaxxon
- Atari 5200 (1982) — Galaxian, Pac-Man, Space Invaders
- Family Computer  (1983) — Donkey Kong Jr.
- Nintendo Entertainment System (1985 U.S. Control Deck) — Super Mario Bros.
- Sega Master System (1985) — Hang-On
- Family Computer Disk System (1986) — The Legend of Zelda
- PC-Engine Super CD-ROM² / TurboGrafx-CD  (1988) — Street Fighter
- TurboGrafx-16 (1989 - lansat în SUA) — R-Type
- Sega Mega Drive / Sega Genesis (1989 lansat în SUA) — Altered Beast și Thunder Force II
- Neo Geo (1990) — Magician Lord
- Super Nintendo Entertainment System (1990) — Super Mario World și F-Zero
- PlayStation (1994) — Ridge Racer și Wipeout (Europa)
- Sega Saturn (1995) — Panzer Dragoon și Daytona USA
- Nintendo 64 (1996) — Super Mario 64, și Pilotwings 64
- Dreamcast (1999) — Sonic Adventure și Soulcalibur
- PlayStation 2 (2000) — SSX și Tekken Tag Tournament
- Xbox (2001) — Halo: Combat Evolved, Oddworld: Munch's Oddysee și Project Gotham Racing
- Nintendo GameCube (2001) — Luigi's Mansion și Star Wars Rogue Squadron II: Rogue Leader
- PSP (2004) — Armored Core: Formula Front, Lumines și Ridge Racers
- Xbox 360 (2005) — Kameo: Elements of Power, Perfect Dark Zero și Call of Duty 2
- Wii (2006) — Wii Sports, The Legend of Zelda: Twilight Princess, Red Steel
- PlayStation 3 (2006) — Resistance: Fall of Man și MotorStorm (Europa)
- Wii U (2012) — Nintendo Land, New Super Mario Bros. U, ZombiU